# Кафедральний Собор Порту
Кафедральний Собор Порто (порт. Sé do Porto) — римо-католицька церква, розташована в історичному центрі міста Порту, Португалія. Це одна з найдавніших пам’яток міста та одна з найважливіших місцевих пам’яток романського стилю .

## Огляд

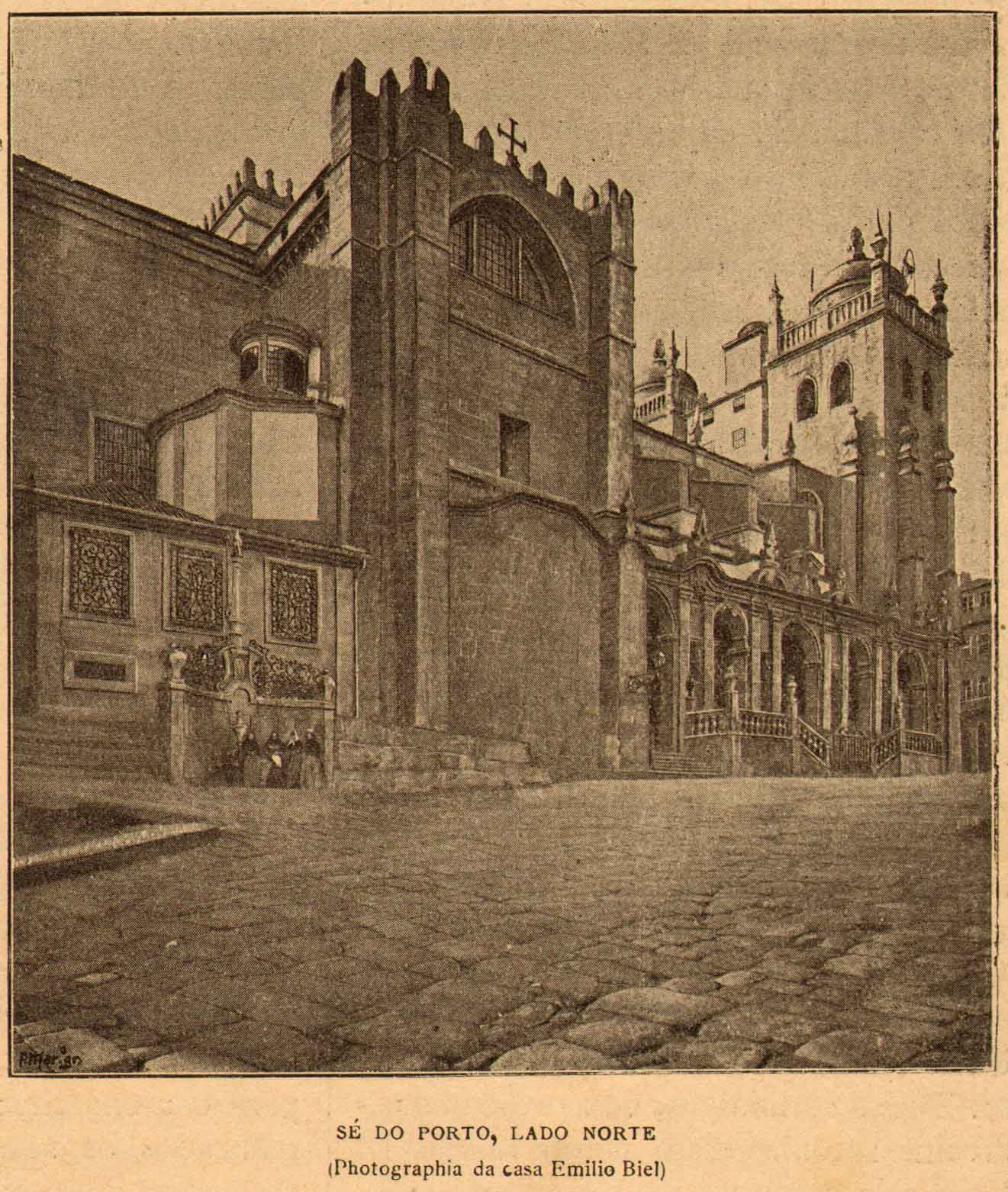
Собор Порту 1899 року, знято Альфредо Рох Гамейру

Нинішній собор Порто не був побудований під заступництвом єпископа Гюго, хоча передроманська церква згадується в De Expugnatione Lyxbonensi як ще існуюча в 1147 році. Це означає, що будівництво нинішньої будівлі церкви було розпочате лише в другій половині XIII століття і вона постійно перебувала в добудовах до XVI століття (не рахуючи пізніших реставрацій періоду бароко та XX століття), але є дані, що місто було єпископським з часів панування Свеви в V-VI ст. 
Собор оточений двома квадратними вежами, кожна з яких підтримується двома контрфорсами та увінчана куполом. Фасад не має оздоблення і є доволі архітектурно неоднорідним. Він має бароковий ґанок і романські трояндові вікна під кренеляжною аркою, створюючи враження укріпленої церкви. 
Романська нава досить вузька і вкритий циліндричним склепінням. Вона фланкована двома приділами з нижчим склепінням. Кам'яний дах центрального проходу підтримується аркбутанами — особливість церкви, яку однією з перших використали в Португалії. 
Ця перша романська будівля зазнала багатьох змін, але загальний вигляд фасаду залишився романським. 
Близько 1333 року прибудована готична похоронна каплиця Жоау Горду.  
Жоау був госпітальєром, що працював у короля Дініша I. Його усипальниця прикрашена його фігурою, що лежить, та рельєфами апостолів. Також з готичного періоду  —  вишуканий клуатр, побудований між XIV і XV століттями під час правління короля Жуана I, який одружився з англійською принцесою Філіппою Ланкастерською в соборі Порту 1387 року. 

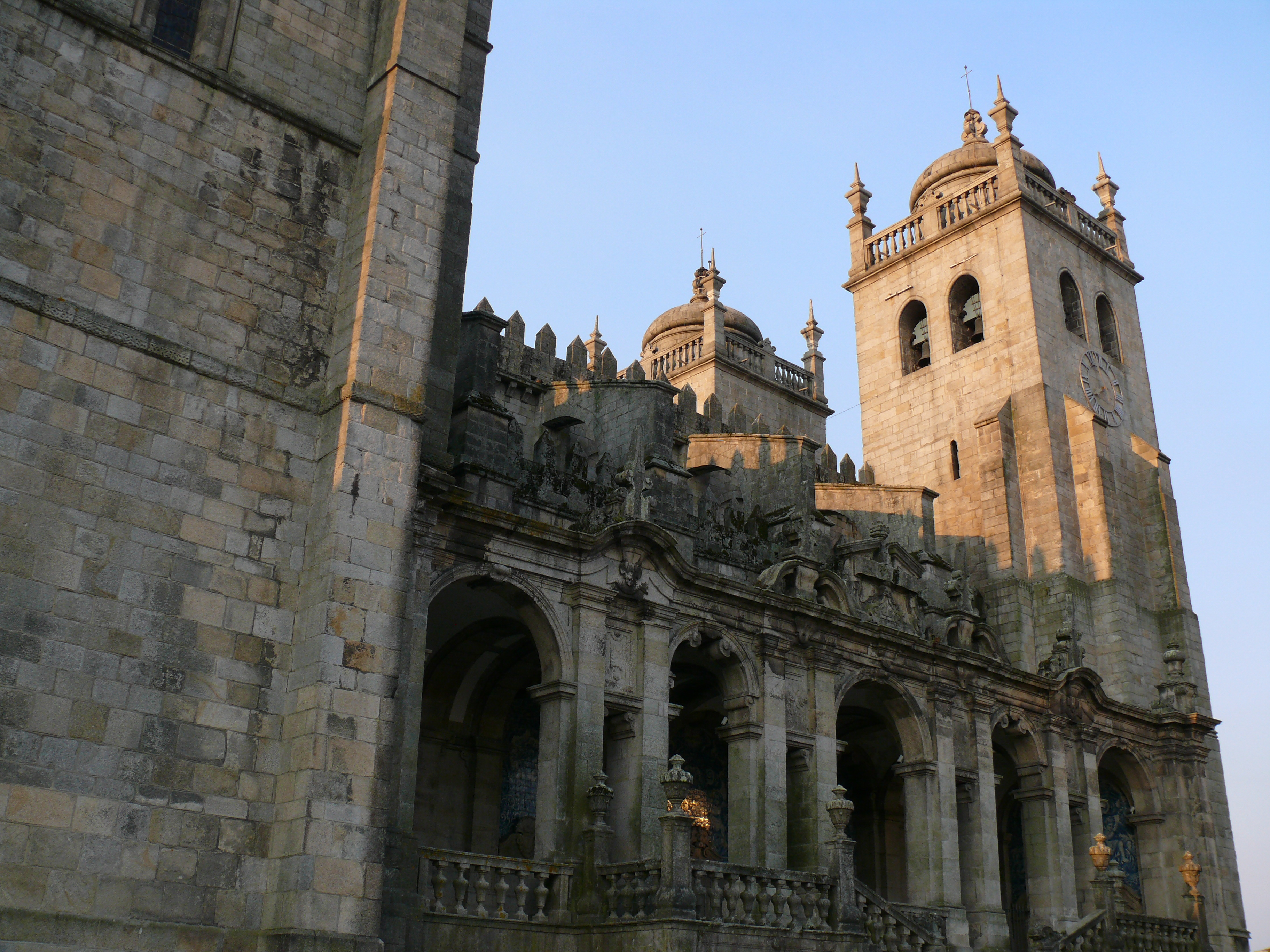
Барокова лоджія до бічного фасаду

Зовнішній вигляд Собору сильно змінився за часів бароко . У 1772 р. новий головний портал замінив старий романський оригінал і  були змінені баштові куполи.  У 1736 році італійський архітектор Ніколау Насоні додав вишукану барокову лоджію до бічного фасаду собору.  Під час Апельсинової війни в битві при Амаранте група іспанських солдатів ненадовго взяла під контроль Собор. Мармурова дошка з магнетиту тепер висить за вівтарем, щоб нагадати всім тих, хто втратив своє життя, аби повернути під контроль Собор. 
Інтер’єр також був змінений в епоху бароко. В одній з каплиць знаходиться чудова срібна вівтарна картина, створена в другій половині XVII століття португальськими художниками. Також у XVII столітті романська апсида (в якій була деамбулаторія) була зірвана, а нова була зведена в бароковому стилі та згодом оздоблена новими настінними розписами Насоні та хоровими сходами. Вівтарна каплиця, розроблена Сантушом Пахесу та виконана Мігелем Францишку да Сілвою між 1727 та 1729 роками, є важливим твором португальського бароко. 
Три червоні мармурові фонтани із свяченою водою із статуєю датуються XVII століттям. Баптистерій містить бронзовий барельєф Антоні Тейхейра Лопеша, що зображує хрещення Христа Іоаннаом Хрестителем. 
Південний трансепт дає доступ до готичного клуатру, який оздоблений бароковим азулєжу Валентима де Альмейди (1729-1731 рр.).  На них зображені життя Діви Марії та метаморфози Овідія. Залишки ранньороманської преамбулаторії містять кілька саркофагів. Терасу прикрашено кахлями від Антоніу Відаля. Пачіні в 1737 році покрив стелю каплиці алегоріями моральних цінностей.

## Галерея

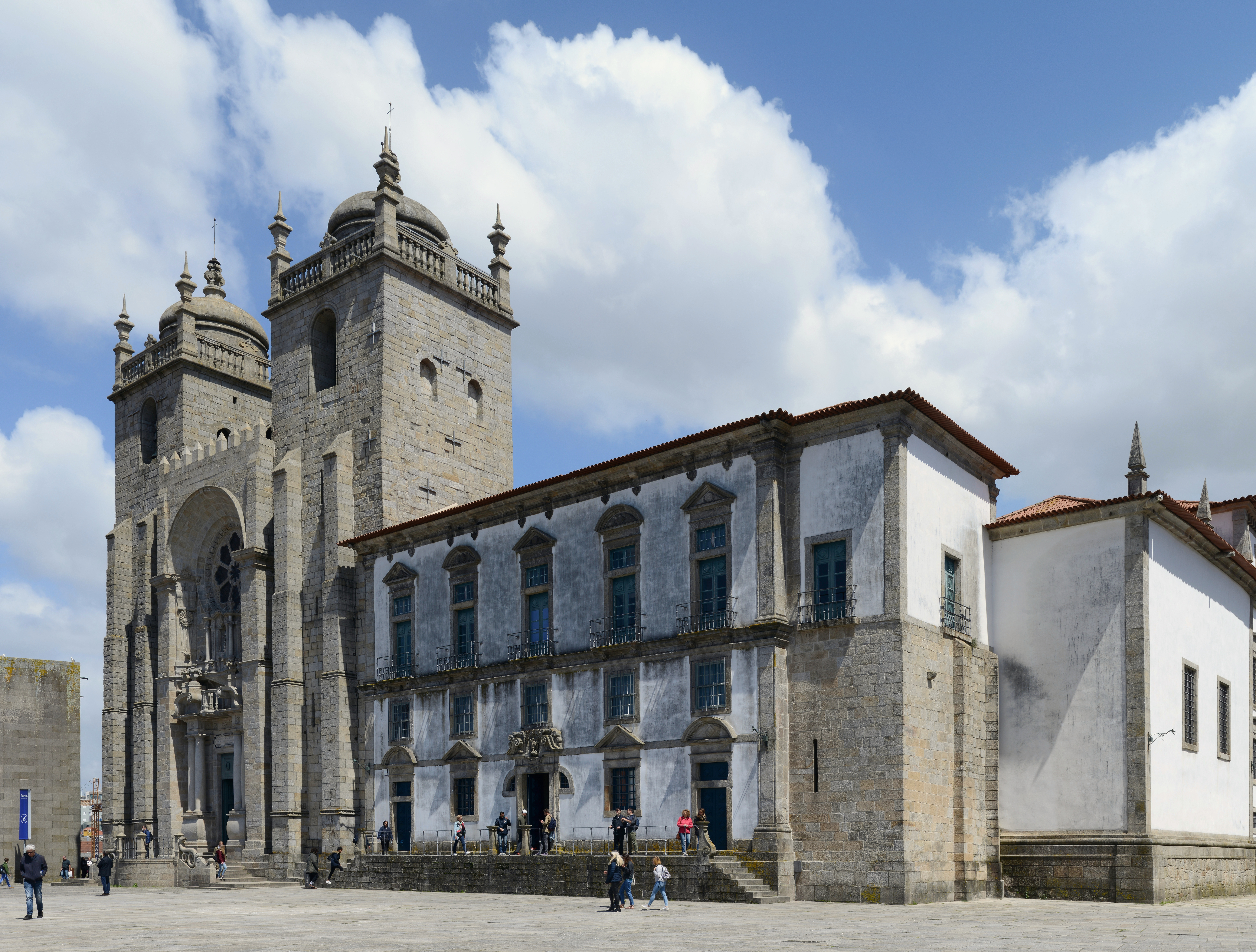
Фасад Собору
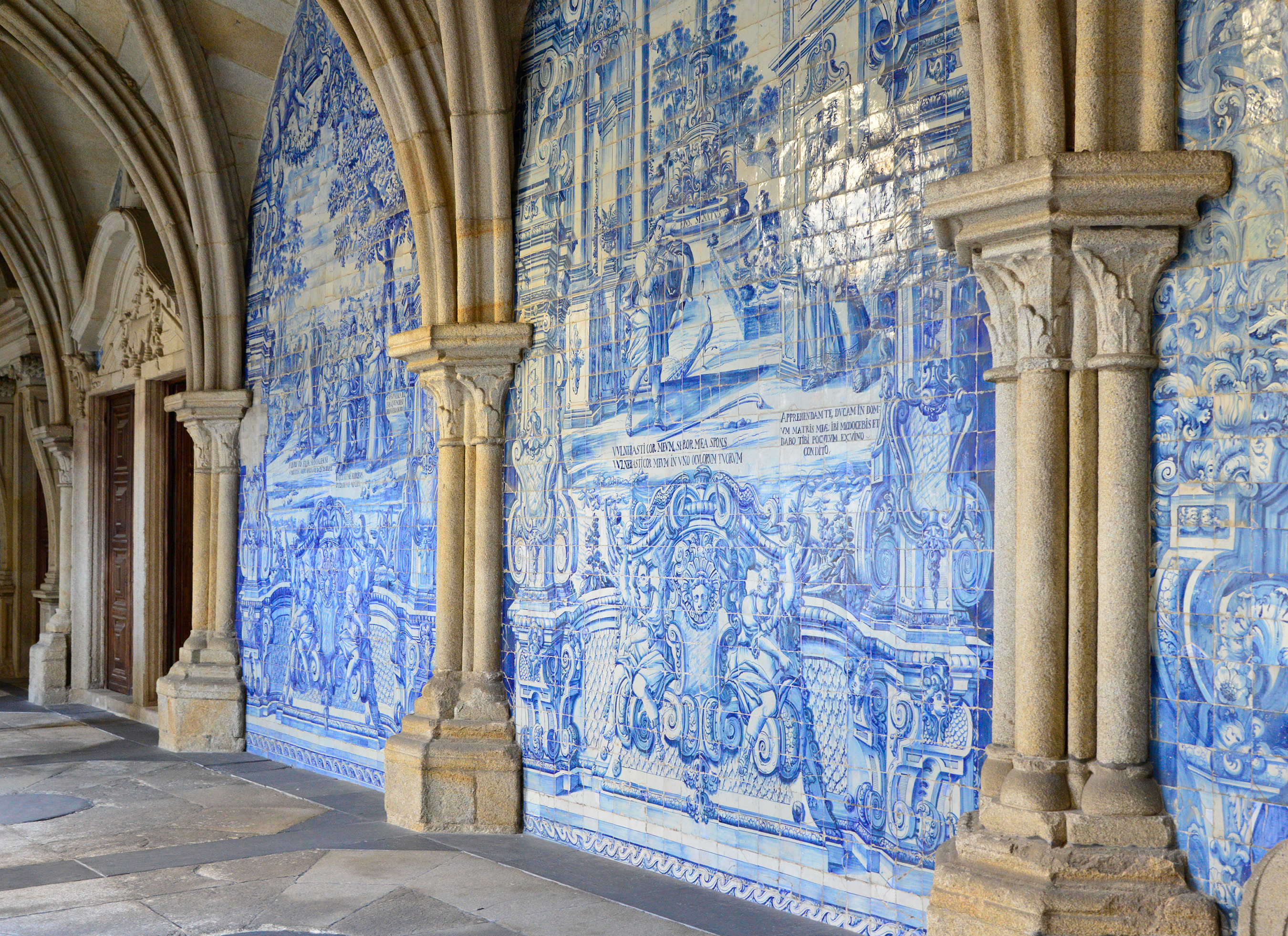
Азулєжу та готичні елементи Собору
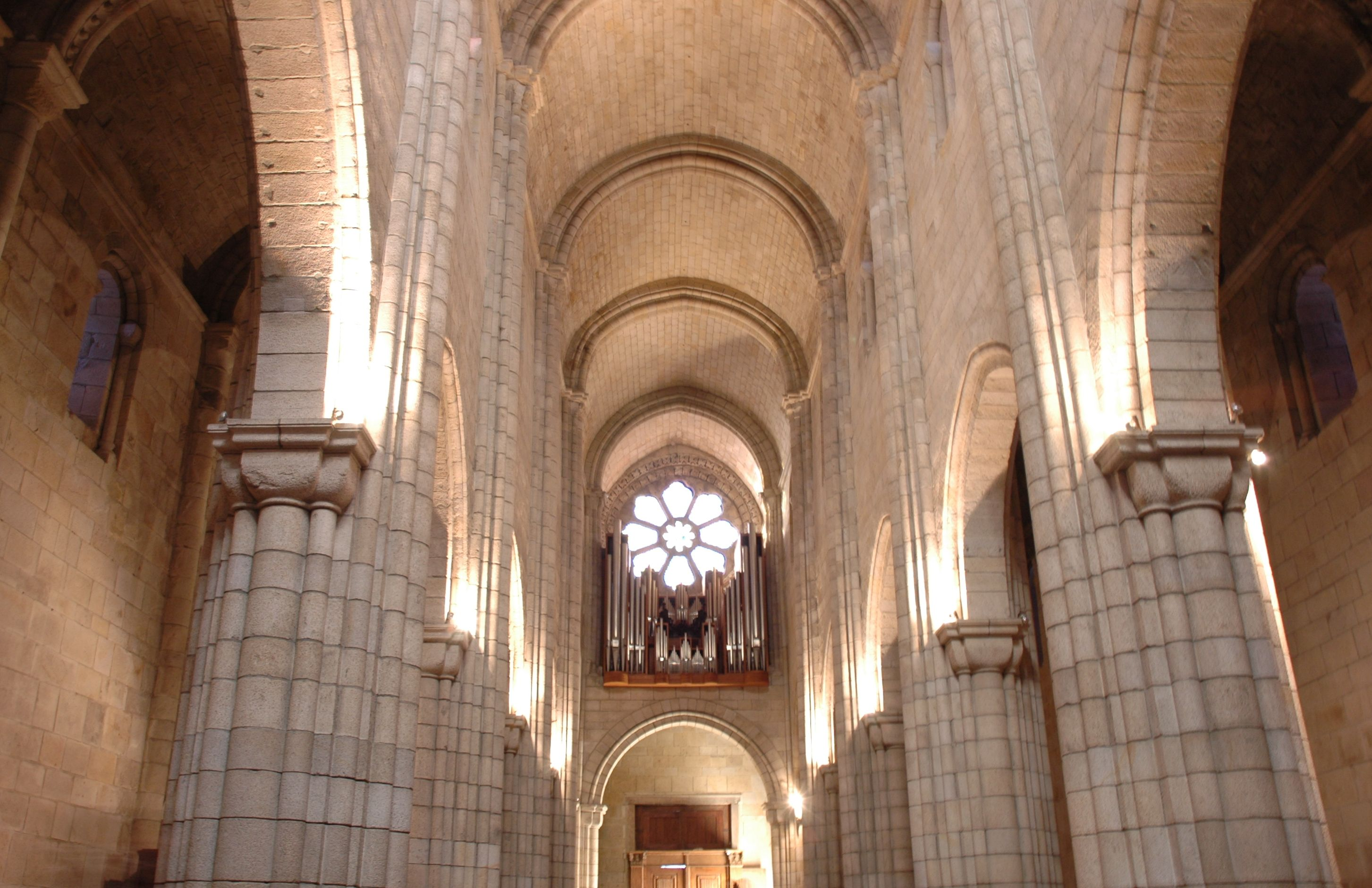
Внутрішній вигляд трояндового вікна та центрального проходу собору Порту
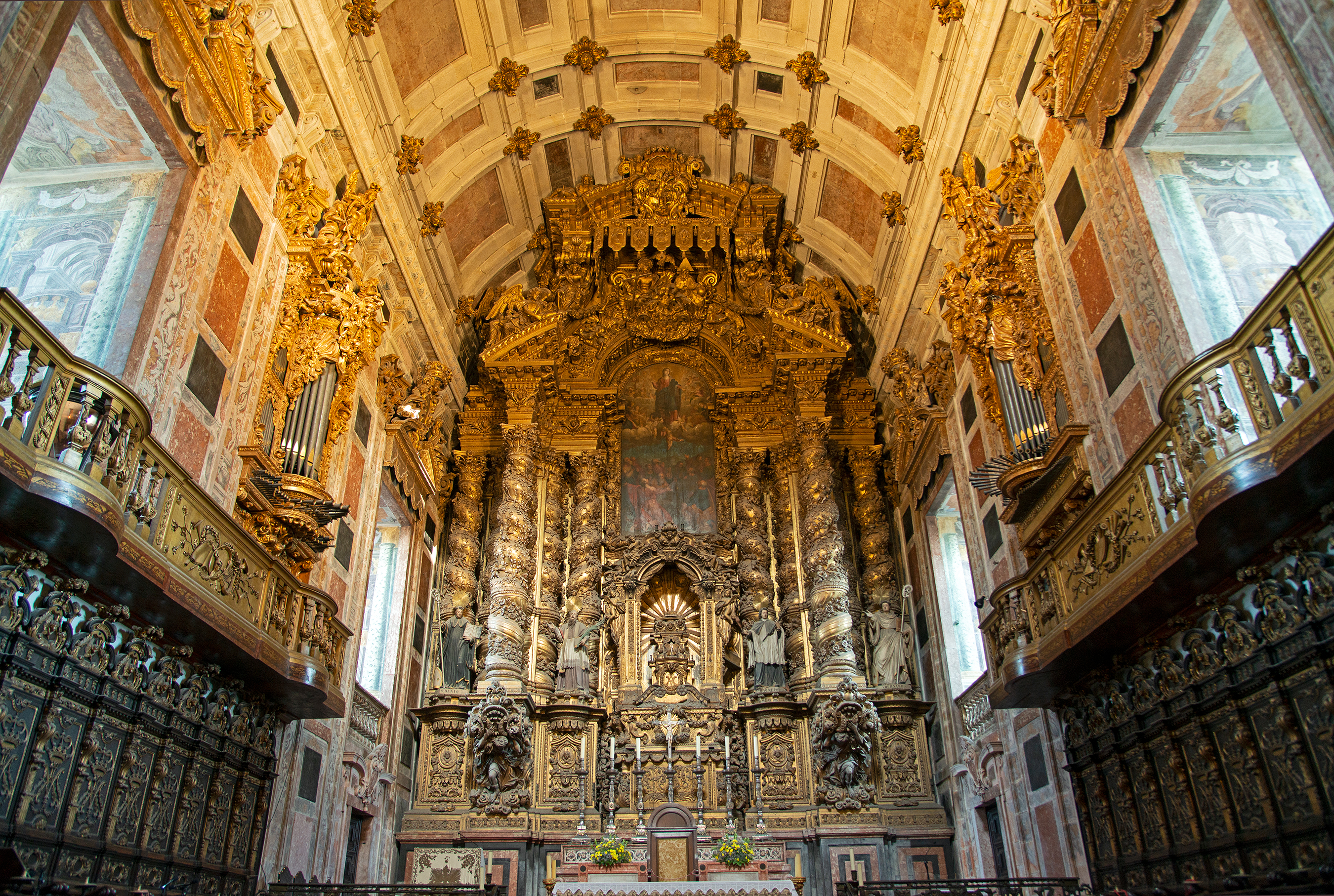
Вівтар, Кафедральний Собор Порту